# Jan Kraus

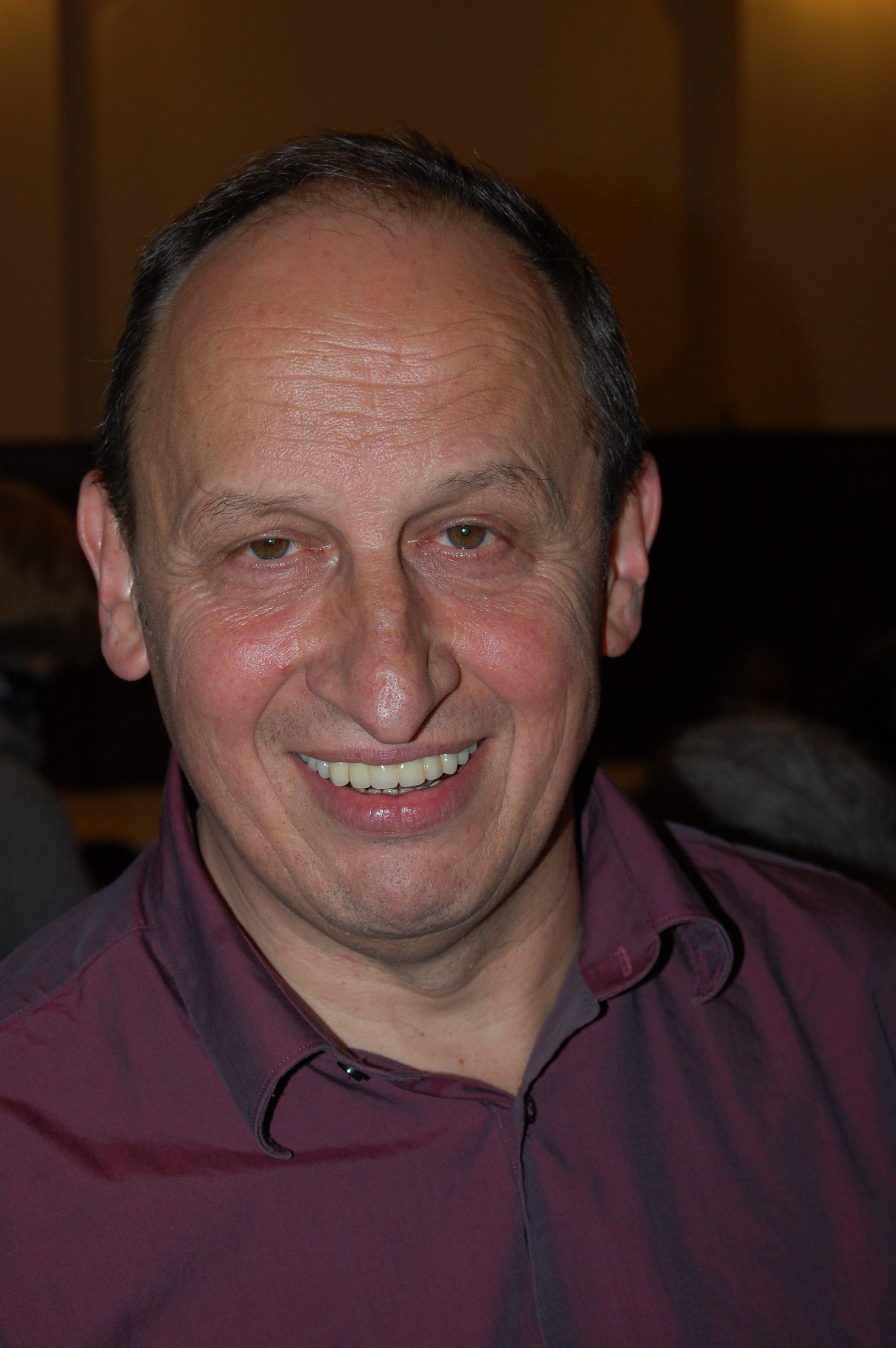
Jan Kraus (2010)

Jan Kraus (* 15. August 1953 in Prag) ist ein tschechischer Schauspieler, Moderator, Regisseur und Drehbuchautor.

## Leben
Jan Kraus wurde als Sohn von Ota Kraus und seiner Frau Božena 1953 in Prag geboren. Ivan Kraus ist sein Bruder. Als Jugendlicher spielte er in der Tschechoslowakei in international bekannten Serien und Filmen mit. Sein Debüt als Schauspieler gab er 1966. Zumeist waren es Nebenrollen, wie z. B. in der Serie Die Märchenbraut. Später  begann er für das tschechische Fernsehen als Moderator zu arbeiten und führte auch Regie. Seit 1966 wirkt er in tschechoslowakischen und tschechischen Produktionen mit. Auch im Radio ist Jan Kraus immer wieder zu hören. So hat er bei dem tschechischen Privatsender Frekvence 1 seine eigene Sendung. In Jan Kraus a blondýna (deutsch: Jan Kraus und Blondine) bespricht er mit seiner Blondine aktuelle Ereignisse und stellt so einige Probleme in einer witzigen Art dar. Aber auch bei normalen Radiosendungen ist er zu hören. Bei dem slowakischen Privatsender Radio Viva moderiert er oftmals die Freitagsausgabe der „Vivaparty“, wo Disco-Hits aller Jahrzehnte in einem fast werbefreien Sendeformat gespielt werden.
Jan Kraus war mit der Schauspielerin Jana Krausová verheiratet, mit der er zwei Kinder hat.

## Filmografie
- 1966: Dva tygři
- 1967: Martin a devět bláznů
- 1968: Auf dem Kriegswagen des Feldherrn Zizka (Na Žižkově válečném voze)
- 1970: Lišáci
- 1971: Slaměný klobouk
- 1972: Das Mädchen auf dem Besenstiel (Dívka na koštěti)
- 1973: Liebe (Láska)
- 1974: Jirka lässt die Puppen tanzen (Kvočny a král)
- 1977: Wie wäre es mit Spinat? (Což takhle dát si špenát)
- 1978: Wie man Dornröschen wachküßt (Jak se budí princezny)
- 1978: Der Schneider von Ulm
- 1978: Der Mann mit der Adlerhenne (Muž s orlem a slepicí)
- 1979: Die Märchenbraut (Arabela)
- 1983: Vom Webstuhl zur Weltmacht
- 1984: Der Zauberrabe Rumburak (Rumburak)
- 1986: Eine zauberhafte Erbschaft (Čarovné dědictví)
- 1986: Cena medu
- 1987: Mág, Proč?
- 1988: Pan Tau
- 1989: Du allein (Příběh 88)
- 1993: Mistr Kampanus, Lekce Faust
- 1994: Douwe Egberts
- 1995: Trio
- 1998: Hanele
- 1999: Praha očima
- 2001: Ein königliches Versprechen (Královský slib)
- 2002: Musím tě svést
- 2003: Mazaný Filip
- 2009: 3 Seasons in hell (3 sezóny v pekle)